# Седер Олам Рабба
«Седер Олам Рабба» (Рабба = Великая; Седер Олам [ ивр. סֵדֶר עוֹלָם‎ ] = «порядок мира» [хроника]; также Большой седер олам; «Seder Olam Rabbah») — литературный памятник еврейского народа; древняя историческая хроника, охватывающая период от сотворения мира до восстания Бар-Кохбы (132—136 годы) при римском императоре Адриане.
Впервые слово «Рабба» в именовании встречается y авторов XII века; до того времени летопись была известна просто «Седер Олам». Слово «Рабба» могло закрепиться с целью отличия от другой, до того неведомой, хроники — «Седер Олам Зута» (Малый седер олам).
«Седер Олам Рабба» была составлена ранее Мишны, которая записана в конце II — начале III века. Все исторические сведения, сообщаемые хроникой, принимались на веру в Талмуде и мидрашах как освящённые традицией, а некоторые места из летописи вошли в Мишну целиком.

## Содержание
Хроника «Седер Олам Рабба» разделена на три отдела, a каждый отдел состоит из десяти глав. В рукописных текстах Самсона бен-Авраам из Сана (ок. 1150—1230) и Соломона бен-Адрет (1235—1310) главы называются по их начальным словам.
При изложении событий из еврейской истории автор постоянно прибегает к «Пардесy» (или «драш» = толкование; совмещение логических, софистических, метафорических и гомилетических толкований; отсюда «мидраш» и агадическая герменевтика). В целом, хронист придерживается следующих принципов :
1. Ветхий Завет старается повсюду дать самые точные даты — לא בא הכתוב לסתום אלא לפרש;
2. из двух чисел следует останавливаться на меньшем[англ.] — др.-евр. תָּפַסְתָּ מְרֻבֶּה, לֹא תָּפַסְתָּ‬;
3. в Торе нет ничего «более раннего и более позднего[англ.]» (др.-евр. אין מוקדם ומאוחר בתורה‬);
4. неполные месяцы следует считать за полные, a первый месяц в году — за полный год;
5. в годы царствования израильских царей зачисляются только полные годы (так что остаток дней до истечения года следует причислять к царствованию следующего царя), a годы царствования иудейских царей — зачисляются и неполные (то есть считают, что они царствовали до конца года и начинают исчисление года царствования их преемников со следующего года).

Летопись сообщает:
- что потоп начался в мархешване (восьмой месяц библейского года[6]);
- что Исааку при принесении его Авраамом в жертву было 25 лет;
- что Рахиль и Лия были одного возраста, и им было при прибытии Иакова в их семейство четырнадцать лет[7];
- что евреи вышли из Египта 10 Нисана, — день, когда исполнилось ровно 400 лет со дня прихода Авраама в землю Ханаанскую;
- что скинию сооружали около полугода (от 11 Тишри до 1 Нисана)[8];
- что год разрушения Второго Храма (как и Первого) был субботний (седьмой год семилетнего цикла)[9];
- глава X передаёт, что Нобах родился в Египте, умер после Моисея и похоронен к востоку от Иордана[10];
- глава XII включает в 80 лет правления судьи Аод (Эгуда) 18 лет порабощения израильтян царём Еглоном[11];
- глава ХVI рассказывает, что царь кушитов Зерах (Осоркон I или Осоркон II; Озортол у Манефона; по-египетски О-serek-on[12]) вернул иудейскому царю Асе награбленную предыдущим египетским царём Шишаком (Шешонк I или Шешонк II) в Иерусалиме добычу;
- глава XX ведёт речь ο поражении разных народов (идумейцев, арамейцев, филистимлян и др.) и ο прекращении их самостоятельного существования (что отсутствует в еврейских исторических источниках);
- глава XXIII в числе народов, покорённых Санхерибом, называет и аравийцев (у историка Геродота (2, 141) Санхериб также назван царём ассирийским и аравийским);
- глава XXX под словами «козел косматый — царь Греции» (Дан. 8:21; והצפיר השעיר) имеет в виду Александра Македонского, царствовавшего 12 лет (нет в еврейских источниках);
- глава XXX приводит имена персидских и греческих правителей (этого нет в еврейских источниках): «В диаспоре документы датируются по летосчислению греков» (ср. Авода Зара, 10: «В диаспоре они ведут летосчисление по греческим царям»). Затем перечисляются восемь царей (все диадохи, за исключением Александра Македонского), и среди них Селевк (Никатор), Антиох III Великий) и Антиох IV Эпифан[13].

## Критические исследования
В дошедшей до нас редакции «Седер Олам Рабба» в главе XXX недостаёт сведений, касающихся древних римлян и греков и имевшихся в прежней редакции этой книги; так, например, приводимое в «Авода Зара» (10а) изречение рабби Иосе ο римлянах и цитируемый в «Шаббат» (15а) рассказ ο вопросах, предложенных сыну рабби Иосе бен-Халафта, рабби Исмаилу, когда он заболел. Недостаёт также генеалогических сведений ο династии Хасмонеев и Ирода.
Еврейский календарь, принятый сегодня, отличается от календаря в книге «Седер Олам Раба» на два года. Дело в том, что 6-й день Творения (день создания Адама) — это 1-й день месяца тишрей, то есть 1-й день первого месяца года. Таким образом, первый день Творения — это 25-е число месяца элул предыдущего года. «Седер Олам Раба» начинает отсчёт с 1 тишрея и считает этот год нулевым. Используемый сегодня календарь начинается с 1-го дня творения (25 элула) и считает этот год первым, и год, начинающийся с 6-го дня творения, оказывается 2-м. И по «Седер Олам Раба» он нулевой. Отсюда разница в два года.

### Значение хроники
«Седер Олам Рабба» была составлена ранее Мишны. Все исторические сведения, сообщаемые хроникой, принимались на веру в Талмуде и мидрашах как освящённые традицией. Некоторые места из «Седер Олам Рабба» вошли в Мишну целиком, так, например, «Таан.» (IV, 8; о несчастиях, случившихся 17 Тамуза и 9 Аба) — всецело заимствовано из «Седер Олам Рабба» (гл. 6, 7, 8 и 30); источником для «Сота» (VII, 5) служит глава 11 в «Седер Олам Рабба», a для Сота: IX, 17) — глава 30 «Седер Олам Рабба», и т. д.
Ряд мест из «Седер Олам Рабба», без упоминания источника, приводится также в Сифра, Мехильте и в обоих Талмудах (иерусалимском и вавилонском). С упоминанием источника как «Седер Олам», хроника цитируется в «Шаббате», 88а и др.
В вавилонском Талмуде иногда говорится «Седер Олам де Раббанан». Авраам ибн Дауд в сочинении «Dorot Olam» и один древний учёный также употребляют это название. Возможно, что «де Раббанан» отличало «Седер Олам Рабба» от существовавшей саддукейской или караимской хроники, также с названием «Седер Олам». Также в Талмуде «Седер Олам Рабба» называется «Sifre de-Adam ha-Rischon», вероятно потому, что хроника начинается словом «מאדם» («от Адама»).

### Датирование и авторство
«Седер Олам Рабба» была, по-видимому, составлена до эпохи амораев (то есть до III века); из этого факта, как и из того, что «Мегиллат Таанит» уже существовала в эпоху амораев, явствует, что запрет письменно фиксировать религиозные и правовые нормы не относился к записи исторических событий.
Рабби Иоханан (ум. в Тивериаде в 279 году) сообщает, что автором «Седер Олам Рабба» был рабби Иосе бен-Халафта (II век), что подтверждается тем, что этот танна много занимался еврейской хронологией и собрал воедино разбросанные до того исторические сведения ο евреях. Однако авторы ЕЭБЕ предполагают, что сам рабби Иоханан редактировал «Седер Олам Рабба», использовав основные устные предания, а также толкования рабби Иосе и предшествующих тому учёных, при этом добавив многое от себя лично. Авторы ЕЭБЕ отмечают, что в пятой главе «Седер Олам Рабба» цитируется рабби Хия, a в седьмой главе рабби Иосе бен-Иуда, — жившие позже, чем Иосе бен-Халафта; что в девяти местах «Седер Олам Рабба» мнения Иосе бен-Халафты приводятся в третьем лице («рабби Иосе сказал»), чего, конечно, не могло бы быть, если бы сам рабби Иосе составил хронику. Но все эти добавления были, замечает ЕЭБЕ, сделаны позднее, и в древних рукописях они не содержались.
Мнение некоторых учёных, что «Седер Олам Рабба» составлена позднее жизни рабби Иоханана, по оценке ЕЭБЕ, не заслуживает доверия.

## Издания
XVI век
Впервые «Седер Олам Рабба» была издана в Мантуе в 1514 году и затем неоднократно переиздавалось (Константинополь, 1517; Венеция, 1545 и др.).
Латинские переводы Себастиана Мюнстера и Жильбера Женебрара (Париж, 1577).
XVII век
Латинский перевод Иоанна Мейера (Амстердам, 1699).
XVIII век
Комментарий к хронике Якова Эмдена (Гамбург, 1757).
XIX—XX века
Издания «Седер Олам Рабба»:
- Ратнер, «Введение к „Седер Олам Рабба“» (מבוא לסדר עולם רבה, Вильна, 1894) — по многим рукописям с критическими заметками.
- А. Маркс (Берлин, 1903) — перевёл на немецкий язык первые 10 глав летописи.
- М. Лейнер (Jeroham Meïr Leiner; Варшава, 1904).

Комментарии к хронике составили Илия Гаон (Шклов, 1801) и Зундель бен-Иосиф («Ez Joseph»; Вильна, 1845).